# Zoe Zaoutzaina
Zoe Zaoutzaina (grč. Ζωή Ζαούτζαινα; † svibanj 899.) bila je kći grčkog plemića Stylianosa Zaoutzesa (Στυλιανὸς Ζαούτζης) te carica Bizantskoga Carstva kao druga supruga bizantskog cara Leona VI. Mudrog (19. rujna 866. – 11. svibnja 912.). Njezin je prvi muž bio plemić Teodor Gouniatzizes, nakon čije je smrti Zoe postala ljubavnica cara Leona, koji je bio oženjen ženom po imenu Teofano.
Nakon što je Teofano otišla u manastir, Zoe je počela dominirati carskom palačom, a nakon što je Teofano preminula 897., Zoe se napokon udala za Leona te je njezin otac dobio titulu basileiopatōra („carev otac”). Zoe je dobila titulu Auguste te je Leonu rodila dvije kćeri. Neki stručnjaci za genealogije su došli do zaključka da je jedna od njih bila supruga cara Ludovika III. Slijepog. Zoe je umrla u svibnju 899.
| Kraljevske titule             | Kraljevske titule | Kraljevske titule          |
| ----------------------------- | ----------------- | -------------------------- |
| prethodnik Teofano Martiniake | Bizantska carica  | nasljednik Eudokija Baïana |